# Liev Schreiber
Isaac Liev Schreiber (n. 4 octombrie 1967, California, SUA) este un actor de film și teatru, producător de film, regizor și scenarist american. A devenit cunoscut la sfârșitul anilor 1990 - începutul anilor 2000, prin apariția în câteva filme mainstream, printre care trilogia de filme horror Scream, Phantoms, The Sum of All Fears,  X-Men Origins: Wolverine, Salt, Taking Woodstock și Goon, iar mai recent in serialul tv Ray Donovan, jucand rolul titular.

## Filmografie

### Film
| An   | Film                                          | Rol                               | Note                     |
| ---- | --------------------------------------------- | --------------------------------- | ------------------------ |
| 1994 | Mixed Nuts                                    | Chris                             |                          |
| 1995 | Denise Calls Up                               | Jerry Heckerman                   |                          |
| 1995 | Mad Love                                      | Salesman                          |                          |
| 1995 | Party Girl                                    | Nigel                             |                          |
| 1996 | The Daytrippers                               | Carl Petrovic                     |                          |
| 1996 | Walking and Talking                           | Andrew                            |                          |
| 1996 | Big Night                                     | Leo                               |                          |
| 1996 | Scream                                        | Cotton Weary                      | Cameo                    |
| 1996 | Ransom                                        | Clark Barnes                      |                          |
| 1997 | His and Hers                                  | Glenn                             |                          |
| 1997 | Scream 2                                      | Cotton Weary                      |                          |
| 1998 | Phantoms                                      | Deputy Stuart 'Stu' Wargle        |                          |
| 1998 | Sphere                                        | Ted Fielding                      |                          |
| 1998 | Twilight                                      | Jeff Willis                       |                          |
| 1998 | Desert Blue                                   | Mickey Moonday                    | Voce                     |
| 1999 | A Walk on the Moon                            | Marty Kantrowitz                  |                          |
| 1999 | Jakob the Liar                                | Mischa                            |                          |
| 1999 | The Hurricane                                 | Sam Chaiton                       |                          |
| 1999 | Spring Forward                                | Paul                              |                          |
| 2000 | Hamlet                                        | Laertes                           |                          |
| 2000 | Scream 3                                      | Cotton Weary                      |                          |
| 2001 | Kate & Leopold                                | Stuart Besser                     |                          |
| 2001 | Do You Believe in Miracles?                   | Narator                           |                          |
| 2002 | The Sum of All Fears                          | John Clark                        |                          |
| 2003 | Spinning Boris                                | Joe Shumate                       |                          |
| 2004 | The Manchurian Candidate                      | Congressman Raymond Prentiss Shaw |                          |
| 2006 | Living with Wolves                            | Narator                           |                          |
| 2006 | The Omen                                      | Robert Thorn                      |                          |
| 2006 | The Painted Veil                              | Charles Townsend                  |                          |
| 2007 | The Ten                                       | Ray Johnson                       |                          |
| 2007 | Love in the Time of Cholera                   | Lotario Thurgot                   |                          |
| 2008 | Defiance                                      | Zus Bielski                       |                          |
| 2009 | X-Men Origins: Wolverine                      | Victor Creed                      |                          |
| 2009 | Taking Woodstock                              | Vilma                             |                          |
| 2009 | Every Day                                     | Ned                               |                          |
| 2010 | America: The Story of Us                      | Narator                           |                          |
| 2010 | Repo Men                                      | Frank                             |                          |
| 2010 | Salt                                          | Theodore "Ted" Winters            |                          |
| 2011 | Goon                                          | Ross "The Boss" Rhea              |                          |
| 2012 | Mental                                        | Trevor Blundell                   |                          |
| 2012 | The Reluctant Fundamentalist                  | Bobby Lincoln                     |                          |
| 2013 | Movie 43                                      | Robert                            | Segmentul "Homeschooled" |
| 2013 | The Last Days on Mars                         | Vincent Campbell                  |                          |
| 2013 | The Butler                                    | Lyndon B. Johnson                 |                          |
| 2013 | A Perfect Man                                 | James                             |                          |
| 2013 | Money for Nothing: Inside the Federal Reserve | Narator                           |                          |
| 2013 | Fading Gigolo                                 | Dovi                              |                          |
| 2014 | Pawn Sacrifice                                | Boris Spassky                     |                          |
| 2015 | Unity                                         | Narator                           | Documentar               |
| 2015 | Spotlight                                     | Martin Baron                      |                          |
| 2016 | The 5th Wave                                  | Colonel Vosch                     | Post-producție           |
| 2016 | Goon: Last of the Enforcers                   | Ross "The Boss" Rhea              | Filmări                  |
| 2016 | The Bleeder                                   | Chuck Wepner                      | Filmări, și producător   |

### Televiziune
| An           | Film                           | Rol                    | Note                                                 |
| ------------ | ------------------------------ | ---------------------- | ---------------------------------------------------- |
| 1995         | Buffalo Girls                  | Ogden                  | Film TV                                              |
| 1998         | Since You've Been Gone         | Fred Linderhoff        | Film TV                                              |
| 1999         | RKO 281                        | Orson Welles           | Film TV                                              |
| 2003         | Hitler: The Rise of Evil       | Ernst Hanfstaengl      | Miniserial                                           |
| 2006         | Lackawanna Blues               | Ulysses Ford           | Film TV                                              |
| 2007         | CSI: Crime Scene Investigation | Michael Keppler        | 4 episoade                                           |
| 2008         | Independent Lens               | William Kunstler       | Episodul: "Chicago 10"                               |
| 2012         | Robot Chicken                  | Iron Man / King Triton | Voce; Episodul: "Collateral Damage in Gang Turf War" |
| 2013         | Clear History                  | Tibor                  | Film TV; nemenționat                                 |
| 2013–prezent | Ray Donovan                    | Ray Donovan            | 36 de episoade (rol principal și titular)            |

## Premii și nominalizări

### Tony Awards
| An   | Lucrare nominalizată   | Premiu                        | Rezultat     |
| ---- | ---------------------- | ----------------------------- | ------------ |
| 2005 | Glengarry Glen Ross    | Best Featured Actor in a Play | Câștigat     |
| 2010 | A View from the Bridge | Best Actor in a Play          | Nominalizare |

### Screen Actors Guild Awards
| An   | Lucrare nominalizată | Premiu                                                              | Rezultat     |
| ---- | -------------------- | ------------------------------------------------------------------- | ------------ |
| 2013 | The Butler           | SAG Award for Outstanding Performance by a Cast in a Motion Picture | Nominalizare |

1. ↑  IdRef, accesat în 2 mai 2020
2. ↑   https://www.president.gov.ua/documents/5952022-43765 Lipsește sau este vid: |title= (ajutor)